# Villademor de la Vega
Villademor de la Vega è un comune spagnolo di 390 abitanti situato nella comunità autonoma di Castiglia e León.